# Eugen Petersen (jurist)
 Der er flere personer med dette navn, se Eugen Petersen.
Eugen Petersen (født 11. april 1840 i Holstebro, død 18. december 1930 i København) var en dansk politidirektør.
Eugen Petersen var søn af folketingsmand og etatsråd Carl Nicolai Petersen og Augusta Alexandrine Flensborg (1816-1902) og bror til nationaløkonom A. Petersen-Studnitz.
Petersen blev student i 1858 og cand. jur. i 1864. Han var 1864-71 fuldmægtig ved Københavns Søndre Birk og fra 1872 ved Nordre Birk, samtidig i 1869 assistent i Justitsministeriet, i 1877 konstitueret, 1886 fast vicepolitidirektør i København, 1887—1917 politidirektør sammesteds, medlem af den 11. juli 1905 nedsatte kommission til revision af straffeloven. For sin etats fremgang og vækst arbejdede Petersen utrættelig. Han var ingen popularitetsjæger, og om hans retsind og gode vilje rejstes der ingensinde tvivl, selv når der rettedes kritik mod hans ledelse af den udsatte og fremskudte post, han beklædte.
Eugen Petersen er begravet på Vestre Kirkegård.